# Vediska
Vediska eller vedisk sanskrit är det äldsta indiska språket och det som används i Vedaskrifterna. Språket utvecklades ur protoindoariska, vilket betyder att det är nära besläktat med det språk som används i avesta. 
Vid ungefär 600 f.Kr. började vediskan lämna plats för den klassiska perioden av sanskrit, enligt den indelning som görs i Pāṇinis grammatik.